# المتحف اليوناني الروماني

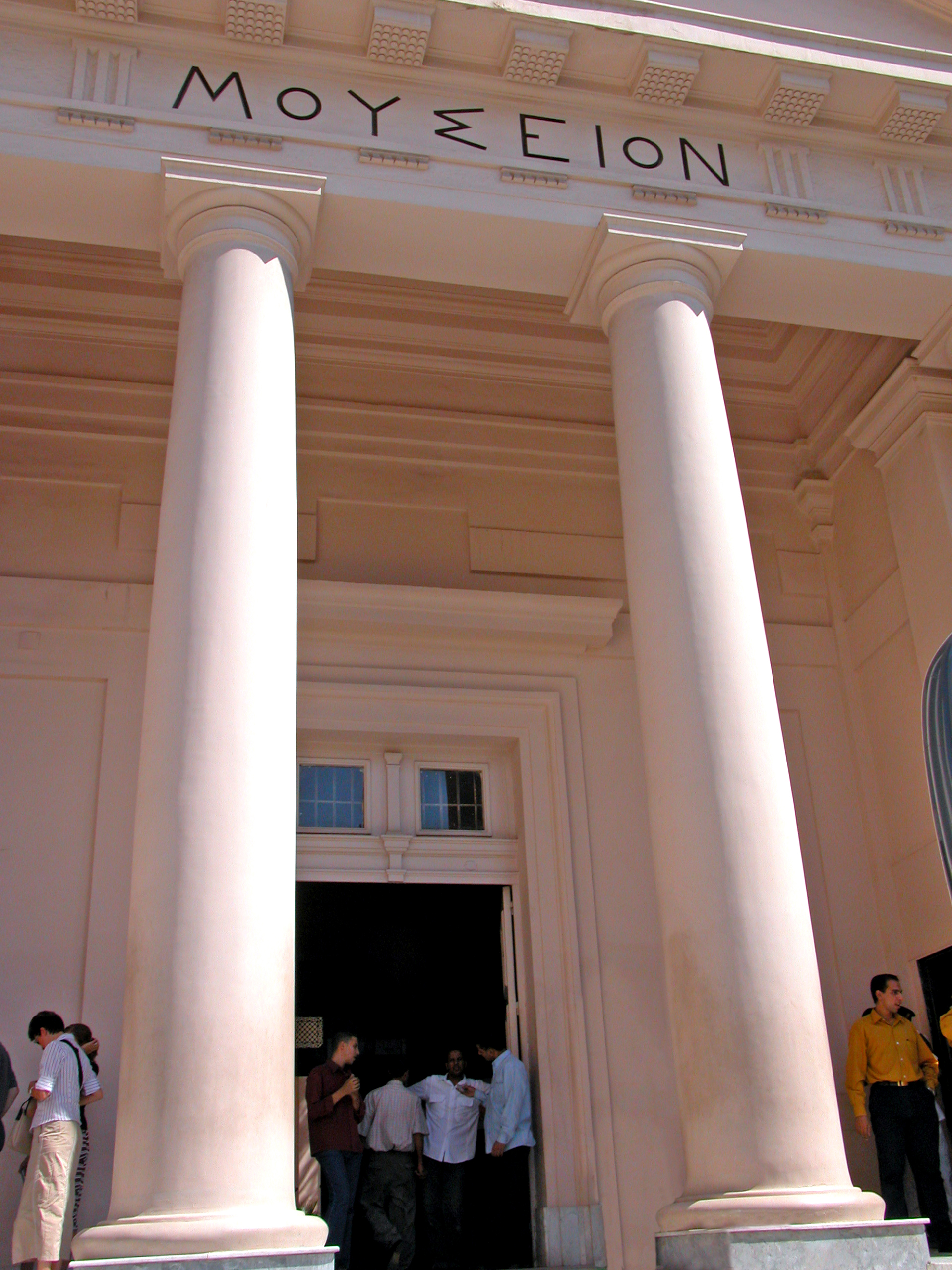

المتحف اليوناني الروماني متحف للآثار في مدينة الإسكندرية في مصر.
و يعرض مجموعة واسعة من الآثار التي عُثر عليها في الإسكندرية وماحولها وهي في معظمها آثار من العصر البطلمي والعصر الروماني اللاحق له وتحديدا منذ نشأة الإسكندرية في القرن الثالث قبل الميلاد إلي القرن الثالث بعد الميلاد.

## الافتتاح
افتتح المتحف في 17 أكتوبر 1892م، ونظراً لعدم اتساع المتحف آنذاك لهذا العدد من الاثار، قررت بلدية الإسكندرية بناء متحف الإسكندرية الحالي القائم بشارع فؤاد وكان المبنى من تصميم ديتريش وستيون. افتتحه الخديو عباس حلمي الثاني، وكان عدد قاعته حوالي 11 قاعة.
تعرض آثاره حاليا في 27 صالة منفصلة كما تعرض في المتحف مقتنيات فرعونية أحضرت من القاهرة ومقتنيات مصرية أخرى أحضرت من الفيوم تمثل لوحات مومياوات الفيوم، المتحف مبني علي طراز المباني الإغريقية السائد في الإسكندرية القديمة، ويوجد في شارع فؤاد في المدينة.
يرجع تاريخ معظم المجموعات الموجودة في المتحف إلى الفترة من القرن الثالث ق.م إلى القرن الثالث الميلادي، وهى شاملة لعصري البطالمة والرومان. صُنِّفَتِ المجموعات ونُظِّمَت في 20 قاعة، ووُضِعَت بعض القطع في الحديقة الصغيرة بداخل المتحف. ويزيد عدد القطع الأثرية بالمتحف على 45 ألف قطعة، معروض منها حوالى 20 ألف قطعة.

## أشهر تماثيل المتحف
- رأس من الرخام الأبيض يمثل يوليوس قيصر.
- رأس من الرخام يمثل الإسكندر الأكبر .
- مومياء من العصر الروماني عليها صورة المتوفى بالألوان من الفيوم.

## وصلات خارجية
- Supreme Council of Antiquities Museums: The Graeco-Roman Museum